# فبراير 2008
فبراير 2008 هو الشهر الثاني من عام 2008. بدأ الشهر يوم الجمعة، وانتهى يوم الجمعة بعد 29 يومًا.

## بوابة:أحداث جارية
| \| 1 فبراير 2008 (الجمعة) \| عدل \| تاريخ \| راقب \| تصفح \| |     |       |      |      |
| - عشرات القتلى بهجومي بغداد وسكانها مصدومون (الجزيرة) - حماس تفرج عن مستشار فياض وتبدي مرونة بشأن رفح (الجزيرة) - إسرائيل تدين الهجوم على سفارتها بنواكشوط (الجزيرة) - متمردو تشاد يعلنون محاصرة العاصمة ويدعون ديبي للتفاوض (الجزيرة) - تقرير: البنتاغون عاجز عن صد هجوم داخل أميركا (الجزيرة) - محمد بن راشد يعين نجله حمدان لخلافته في حكم إمارة دبي واختار نجله مكتوم وأخاه حمدان بن راشد لمنصبي نائبي الحاكم (العربية) - تركمان العراق يهددون بتشكيل مليشيات لحمايتهم من الإبادة (العربية) |     |       |      |      |
| 1 فبراير 2008 (الجمعة) | عدل | تاريخ | راقب | تصفح |

| 1 فبراير 2008 (الجمعة) | عدل | تاريخ | راقب | تصفح |

| \| 2 فبراير 2008 (السبت) \| عدل \| تاريخ \| راقب \| تصفح \| |     |       |      |      |
| - تشاد: المعارك متواصلة للسيطرة على العاصمة (بي بي سي) - ارتفاع عدد ضحايا عمليتي سوق الغزل وبغداد الجديدة في العراق (بي بي سي) - محمود الزهار: حماس ستتعاون مع مصر بشأن المعابر (بي بي سي) - المالكي: آن الاوان لإطلاق معركة الحسم ضد الإرهاب في نينوى (العربية) - قائد الجيش اللبناني يتسلم نتائج التحقيق في أحداث الأحد الدامي والجيش يعتبر استهدافه استهدافا للأمن والاستقرار في لبنان (العربية) - مقتل سعوديتين في تشاد إثر إلقاء قنبلة على منزل السفير ومسؤول في حركة التمرد يدعو ديبي للرحيل سالما (العربية) - ساركوزي يعقد قرانه على عارضة الأزياء السابقة كارلا بروني ويعتبر أول رئيس فرنسي يتزوج خلال توليه مهام الرئاسة في الإليزيه (العربية) |     |       |      |      |
| 2 فبراير 2008 (السبت) | عدل | تاريخ | راقب | تصفح |

| 2 فبراير 2008 (السبت) | عدل | تاريخ | راقب | تصفح |

| \| 3 فبراير 2008 (الأحد) \| عدل \| تاريخ \| راقب \| تصفح \| |     |       |      |      |
| - تشاد: الرئيس ديبي يقود بنفسه المعارك ضد المتمردين-(سي إن إن) - مصر تتحرك لإغلاق المعبر الحدودي الفاصل بين قطاع غزة-(سي إن إن) - تحقيق عسكري داخلي: إسرائيل لم تتقن إدارة حرب لبنان-(سي إن إن) - الإتحاد الأوروبي يدين اعتقال المعارض السوري رياض سيف (رويترز) - باراك يقول انه لن يترك الحكومة بسبب تقرير حرب لبنان (رويترز) - القمة الأفريقية تختتم بوساطة في تشاد وكينيا ودعت لتعزيز قوات الإتحاد في الصومال (الجزيرة) - مقتل ضابط عراقي وجندي أميركي والمالكي يطلق حملة نينوى (الجزيرة) - زلزال مدمر يضرب رواندا يؤدي إلى قتلى ومصابون (بي بي سي) - القاعدة تتبنى الهجوم على سفارة إسرائيل في موريتانيا (بي بي سي) |     |       |      |      |
| 3 فبراير 2008 (الأحد) | عدل | تاريخ | راقب | تصفح |

| 3 فبراير 2008 (الأحد) | عدل | تاريخ | راقب | تصفح |

| \| 4 فبراير 2008 (الإثنين) \| عدل \| تاريخ \| راقب \| تصفح \| |     |       |      |      |
| - 3 قتلى بتفجير انتحاري جنوب إسرائيل وفصيل تابع لفتح يتبنى العملية (العربية) - الجيش التشادي يؤكد انتهاء معركة نجامينا ويتهم الخرطوم بتدبيرها (العربية) - إيران تدشن أول مركز فضائي لإطلاق ثاني قمر اصطناعي (العربية) - القوات الأمريكية تقتل تسعة مدنيين عراقيين بينهم طفل (الجزيرة) - المترشحون الأمريكيون يحبسون أنفاسهم استعدادا للثلاثاء الكبير (الجزيرة) - الإتحاد الأوروبي يرحب بفوز تاديتش ويعتبره توجها أوروبيا (الجزيرة) - قانون المساءلة والعدالة يدخل حيز التنفيذ في العراق (الجزيرة) - مقاتلات تركية تغير على مواقع في كردستان العراق (بي بي سي) |     |       |      |      |
| 4 فبراير 2008 (الإثنين) | عدل | تاريخ | راقب | تصفح |

| 4 فبراير 2008 (الإثنين) | عدل | تاريخ | راقب | تصفح |

| \| 5 فبراير 2008 (الثلاثاء) \| عدل \| تاريخ \| راقب \| تصفح \| |     |       |      |      |
| - مقتل أسرة عراقية على يد جنود من الجيش الأمريكي (بي بي سي) - مقتل 8 فلسطينيين في غارات إسرائيلية على قطاع غزة (بي بي سي) - ماكونيل: القاعدة تخطط لتوسيع هجماتها ضد أمريكا-(سي إن إن) - بعدما تبنته 3 فصائل القسام تعلن كامل مسؤوليتها عن تفجير ديمونة وحماس - نابلس طلبت من حماس - غزة تسليم السلاح للسلطة (العربية) - مقرب من بن لادن يرجح أن يخلفه نجله حمزة في زعامة القاعدة (العربية) - الأمريكيون يقترعون في الثلاثاء الكبير لاختيار مرشحيهم للرئاسة واستطلاعات الرأي تظهر تقدم أوباما ورومني (العربية) - المالكي يعتبر أن رفع العلم العراقي الجديد يمحو آثار الماضي (العربية) |     |       |      |      |
| 5 فبراير 2008 (الثلاثاء) | عدل | تاريخ | راقب | تصفح |

| 5 فبراير 2008 (الثلاثاء) | عدل | تاريخ | راقب | تصفح |

| \| 6 فبراير 2008 (الأربعاء) \| عدل \| تاريخ \| راقب \| تصفح \| |     |       |      |      |
| - إسرائيل تدعم حدودها مع مصر (بي بي سي) - الرئيس الإيطالي بحل البرلمان تمهيدا لإجراء انتخابات جديدة (بي بي سي) - كلينتون وأوباما يتعادلان في الانتخابات الإمريكية وماكين يتصدر (العربية) - روسيا تشكك بسلمية النووي الإيراني بعد إطلاق طهران قمراً صناعياً (العربية) - البرلمان التركي يقترب من التصويت على إباحة الحجاب في الجامعات (العربية) - ديبي يؤكد سحق المتمردين وفرنسا تجدد دعمها له (الجزيرة) - جرحى فلسطينيون في غارة إسرائيلية شمال غزة (الجزيرة) - الجزائر تؤكد اعتقال المتورطين باستهداف مبنى الأمم المتحدة (الجزيرة) - تأجيل التوقيع على اتفاقية شراكة بين صربيا وأوروبا (الجزيرة) |     |       |      |      |
| 6 فبراير 2008 (الأربعاء) | عدل | تاريخ | راقب | تصفح |

| 6 فبراير 2008 (الأربعاء) | عدل | تاريخ | راقب | تصفح |

| \| 7 فبراير 2008 (الخميس) \| عدل \| تاريخ \| راقب \| تصفح \| |     |       |      |      |
| - الهاشمي: القناعة الآن تشكيل حكومة عراقية وليس ملء الفراغات وأكد أن جبهة التوافق لم تحسم أمر عودتها بعد (العربية) - مصر تهدد بكسر أرجل الفلسطينيين إن انتهكوا الحدود ثانية وإسرائيل تأمر بتقليص إمدادات الكهرباء عن غزة تدريجيا (العربية) - الحريري: لبنان في مواجهة مكشوفة مع سوريا وإيران (رويترز) - رومني ينسحب من المنافسة على ترشيح الجمهوريين لانتخابات الرئاسة (رويترز) - بغداد: الصدر يجدد دعوته لتجميد الهجمات ويحذر الخارجين-(سي إن إن) - باكستان: الشرطة تعتقل مشتبهين في قضية اغتيال بنظير بوتو-(سي إن إن) |     |       |      |      |
| 7 فبراير 2008 (الخميس) | عدل | تاريخ | راقب | تصفح |

| 7 فبراير 2008 (الخميس) | عدل | تاريخ | راقب | تصفح |

| \| 8 فبراير 2008 (الجمعة) \| عدل \| تاريخ \| راقب \| تصفح \| |     |       |      |      |
| - حمدان سائق بن لادن يطلب مواجهة العقل المدبر لهجمات نيويورك-(سي إن إن) - القوات الأمريكية تواصل الضغط على العناصر الشيعية المسلحة-(سي إن إن) - عمرو موسى: نحتاج مزيدا من الوقت لحل الازمة في لبنان (بي بي سي) - فلاديمير بوتين يتعهد بالرد على سباق التسلح من جانب الغرب (بي بي سي) - إصلاحيو إيران يجاهدون للوصول للشورى بعد رفض أغلب مرشحيهم (العربية) - رئيس الوزراء الفلسطيني غير متفائل بالتوصل لسلام مع إسرائيل في 2008 (العربية) |     |       |      |      |
| 8 فبراير 2008 (الجمعة) | عدل | تاريخ | راقب | تصفح |

| 8 فبراير 2008 (الجمعة) | عدل | تاريخ | راقب | تصفح |

| \| 9 فبراير 2008 (السبت) \| عدل \| تاريخ \| راقب \| تصفح \| |     |       |      |      |
| - إرجاء انتخاب رئيس للبنان للمرة 14 بعد فشل موسى بتخطي العقبات (العربية) - طالباني يتفق مع السيستاني على تشكيل حكومة جديدة غير طائفية (العربية) - مقتل خمسة جنود أمريكيين في العراق (بي بي سي) - الملا عمر وقادة القاعدة في باكستان (بي بي سي) - البرلمان التركي يقر رفع الحظر على الحجاب في الجامعات (الجزيرة) - السودان يقصف مواقع المتمردين في دارفور وسط تحذير دولي-(سي إن إن) - مصرع 15 شخصاً وإصابة 20 بانفجار في باكستان-(سي إن إن) |     |       |      |      |
| 9 فبراير 2008 (السبت) | عدل | تاريخ | راقب | تصفح |

| 9 فبراير 2008 (السبت) | عدل | تاريخ | راقب | تصفح |

| \| 10 فبراير 2008 (الأحد) \| عدل \| تاريخ \| راقب \| تصفح \| |     |       |      |      |
| - إسرائيل تضاعف تهديداتها لقادة حماس وتتحدث عن تصفية هنية وأولمرت رفض شن عملية عسكرية برية واسعة النطاق على القطاع (العربية) - أوباما يتفوق على كلينتون بالانتخابات التمهيدية في 3 ولايات وهوكابي يهزم ماكين في أركنسو (العربية) - جنبلاط يهاجم المعارضة بلبنان: تريدون الحرب أهلا وسهلا ولن نخاف ولا مشكلة بالسلاح نأخذ الصواريخ منكم (العربية) - تزايد الانتقادات لإبطال ترشيحات الإصلاحيين والمعتدلين في إيران وحفيد الخميني يحذر من تدخل العسكر في تنظيم الانتخابات (العربية) - العلم العراقي الجديد يرفرف مجدداً في إقليم كردستان حيث تم رفعه على مبنى البرلمان في أجواء احتفالية (العربية) - متمردو دارفور يحذرون قوات حفظ السلام من دخول غرب دارفور (رويترز) - أطراف الصراع في كينيا مستعدة لمناقشة اقتسام السلطة (رويترز) - كوسوفو تعلن الاستقلال بحلول 17 فبراير وصربيا في أزمة (رويترز) - مصر تحرز كأس أفريقيا للمرة السادسة بالفوز على الكاميرون 1 - صفر سجله أبو تريكة (رويترز) |     |       |      |      |
| 10 فبراير 2008 (الأحد) | عدل | تاريخ | راقب | تصفح |

| 10 فبراير 2008 (الأحد) | عدل | تاريخ | راقب | تصفح |

| \| 11 فبراير 2008 (الإثنين) \| عدل \| تاريخ \| راقب \| تصفح \| |     |       |      |      |
| - غيتس يؤيد وقفة في وتيرة خفض القوات الأمريكية مستقبلا في العراق (العربية) - إطلاق نار قرب مقر رئيس البرلمان اللبناني وجرحى باشتباك في عاليه وجنبلاط يرفض تخوين الأكثرية ويعتبر أن مواقفه لتحقيق التوازن بلبنان (العربية) - شهيد بجباليا وتظاهرات ضد القطع الجزئي للكهرباء (الجزيرة) - رئيس تيمور الشرقية في غيبوبة بعيد محاولة انقلابية ونجاة رئيس الحكومة ومقتل زعيم المسلحين (الجزيرة) - نائب رئيس الحكومة الإسرائيلية حاييم رامون يقول أن أيام حماس أصبحت معدودة (بي بي سي) - نجاد: إيران ستطلق صاروخين جديدين إلى الفضاء (بي بي سي) - مجالس الصحوة أضعفت القاعدة في العراق (بي بي سي) - واشنطن ستطلب إعدام 6 متهمين بالتخطيط لهجمات سبتمبر-(سي إن إن) - أوباما يفوز في ولاية مين وهيلاري تجري تعديلات في فريق حملتها الانتخابية-(سي إن إن) - روسيا توافق على شطب ديون عراقية حجمها 12.9 مليار دولار (رويترز) - حزب تونسي معارض يختار مرشحه في انتخابات الرئاسة المقبلة (رويترز) - محكمة مصرية تلغي حكما بحبس معدة بقناة الجزيرة (رويترز) |     |       |      |      |
| 11 فبراير 2008 (الإثنين) | عدل | تاريخ | راقب | تصفح |

| 11 فبراير 2008 (الإثنين) | عدل | تاريخ | راقب | تصفح |

| \| 12 فبراير 2008 (الثلاثاء) \| عدل \| تاريخ \| راقب \| تصفح \| |     |       |      |      |
| - الإدعاء على 79 لبنانياً بينهم 19 عسكرياً بمواجهات ضاحية بيروت نتيجة التحقيق بالأحداث التي أوقعت 7 قتلى وعشرات الجرحى (العربية) - محافظ ديالى ينفي إحالة قائد شرطته للقضاء بتهمة اختطاف عراقيتين (العربية) - باراك: إسرائيل لن تشن حملة شاملة على غزة في الوقت الراهن (رويترز) - أولمرت واثق من انخراط إيران في انشطة نووية سرية (رويترز) - بوتين يحضر قمة حلف الأطلسي (رويترز) - إسرائيل تعتزم بناء ألف وحدة سكنية في القدس الشرقية (بي بي سي) - تسوية أزمة الغاز الروسي لأوكرانيا (بي بي سي) - موسكو: لم ننتهك أي قوانين بتحليق قاذفة القنابل فوق حاملة طائرات أمريكية-(سي إن إن) - الدنمارك تكشف مؤامرة تستهدف صاحب الرسوم المسيئة للنبي محمد-(سي إن إن) |     |       |      |      |
| 12 فبراير 2008 (الثلاثاء) | عدل | تاريخ | راقب | تصفح |

| 12 فبراير 2008 (الثلاثاء) | عدل | تاريخ | راقب | تصفح |

| \| 13 فبراير 2008 (الأربعاء) \| عدل \| تاريخ \| راقب \| تصفح \| |     |       |      |      |
| - بوش يأمر بتشديد العقوبات على سوريا (بي بي سي) - حزب الله يؤكد اغتيال عماد مغنية في تفجير بدمشق ويتهم إسرائيل (العربية) - البرلمان العراقي يصادق على قوانين العفو العام والموازنة والمحافظات (العربية) - هنية مستعد للتهدئة ووثيقة تصدر بشأنها في الخليل (الجزيرة) - متكي يبحث بدمشق تنسيق المواقف السورية - الإيرانية (الجزيرة) - الدول العربية تقر إطارا لتقييد حرية الفضائيات وقطر تتحفظ (الجزيرة) |     |       |      |      |
| 13 فبراير 2008 (الأربعاء) | عدل | تاريخ | راقب | تصفح |

| 13 فبراير 2008 (الأربعاء) | عدل | تاريخ | راقب | تصفح |

| \| 14 فبراير 2008 (الخميس) \| عدل \| تاريخ \| راقب \| تصفح \| |     |       |      |      |
| - نصر الله يهدد بحرب مفتوحة مع إسرائيل إذا أرادتها (الجزيرة) - الآلاف يحييون ذكرى الحريري ببيروت قبل ساعات من تشييع مغنية (العربية) - الأردن يفرض تأشيرة دخول على العراقيين ويعفيهم من غرامة المغادرة وذلك لتقليل عدد اللاجئين في البلاد الذي يصل لنحو 750 ألف شخص (العربية) - التحقيق باغتيال بنظير بوتو يكشف اعترافات جديدة (بي بي سي) - تزايد الضغوط على الصين بسبب أزمة دارفور (بي بي سي) - سيارة هندية تعمل بالهواء المضغوط (بي بي سي) - بغداد: نجاد يقوم بأول زيارة إلى العراق بداية مارس-(سي إن إن) - البنتاغون يخطط لإسقاط قمر صناعي ضخم يهدد الأرض-(سي إن إن) |     |       |      |      |
| 14 فبراير 2008 (الخميس) | عدل | تاريخ | راقب | تصفح |

| 14 فبراير 2008 (الخميس) | عدل | تاريخ | راقب | تصفح |

| \| 15 فبراير 2008 (الجمعة) \| عدل \| تاريخ \| راقب \| تصفح \| |     |       |      |      |
| - ستة قتلى بغارة استهدفت ناشطا بالجهاد في غزة (الجزيرة) - كوسوفو تتجه لإعلان الاستقلال والصرب يحتجون (الجزيرة) - هيلاري كلينتون تتفوق على أوباما في نيو مكسيكو (الجزيرة) - حزب بوتو يتعهد بإطاحة مشرف وتسجيل فاضح ينسب للمدعي العام-(سي إن إن) - بوش : الشعب الأمريكي ما يزال عرضة للخطر في عقر داره-(سي إن إن) - إيران: إقفال مواقع أنترنيت سياسية انتقد بعضها حفيد الخميني-(سي إن إن) - دمشق ستعلن عن اسم المسؤول عن مقتل عماد مغنية (بي بي سي) - مقتل اربعة في هجوم على مسجد للشيعة في العراق (بي بي سي) - أمريكية تطلب استنساخ كلبها الذي أنقذ حياتها (بي بي سي) |     |       |      |      |
| 15 فبراير 2008 (الجمعة) | عدل | تاريخ | راقب | تصفح |

| 15 فبراير 2008 (الجمعة) | عدل | تاريخ | راقب | تصفح |

| \| 16 فبراير 2008 (السبت) \| عدل \| تاريخ \| راقب \| تصفح \| |     |       |      |      |
| - القوات الأمريكية تطبق المناصحة السعودية على المعتقلين بالعراق (العربية) - حزب الله يعين خليفة لعماد مغنية (بي بي سي) - بوش في بنين في مستهل جولة أفريقية (بي بي سي) - ارتفاع عدد القتلى الأمريكيين خارج العراق إلى 415 قتيلا-(سي إن إن) - مصر تصعد حملتها باعتقال مصابين بفيروس HIV-(سي إن إن) - استجواب جامعة جورج تاون حول أموال الوليد بن طلال-(سي إن إن) |     |       |      |      |
| 16 فبراير 2008 (السبت) | عدل | تاريخ | راقب | تصفح |

| 16 فبراير 2008 (السبت) | عدل | تاريخ | راقب | تصفح |

| \| 17 فبراير 2008 (الأحد) \| عدل \| تاريخ \| راقب \| تصفح \| |     |       |      |      |
| - أولمرت: إسرائيل لها مطلق الحرية في مهاجمة حماس (رويترز) - أمريكا: المليشيات التي تدعمها إيران تستخدم مخازن الأسلحة في العراق (رويترز) - العاهل السعودي قد يغيب عن القمة العربية في سوريا بسبب الوضع في لبنان (رويترز) - ألوف العمال في مصر يتظاهرون للمطالبة بزيادة الأجور (رويترز) - كوسوفو تستعد للاستقلال وصربيا تتعهد بالتصدي للانفصال-(سي إن إن) - كوريا الشمالية: التقرير النووي بعد المساعدات الموعودة-(سي إن إن) - صدامات بين أنصار المعارضة وتيار المستقبل في بيروت (بي بي سي) - اتهام إسرائيل بانتهاك قوانين الحرب في لبنان (بي بي سي) - نواب دنماركيون يرفضون الإعتذار لإيران (بي بي سي) |     |       |      |      |
| 17 فبراير 2008 (الأحد) | عدل | تاريخ | راقب | تصفح |

| 17 فبراير 2008 (الأحد) | عدل | تاريخ | راقب | تصفح |

| \| 18 فبراير 2008 (الإثنين) \| عدل \| تاريخ \| راقب \| تصفح \| |     |       |      |      |
| - صربيا تقاضي قادة كوسوفو بتهمة إعلان دولة زائفة على أراضيها وأمريكا تنضم إلى الأربعة الكبار في أوروبا بالاعتراف باستقلال الإقليم (العربية) - رايس في نيروبي للمساعدة في حل الأزمة (بي بي سي) - انتهاء عملية التصويت في انتخابات باكستان (بي بي سي) - الشرطة الفرنسية تتعقب متزعمي أعمال الشغب (بي بي سي) - القوانين العراقية الجديدة تمثل تقدما لكنها ليست كافية (رويترز) - الحرس الثوري الإيراني: حزب الله سيدمر إسرائيل (رويترز) - السعودية تنصح مواطنيها بعدم السفر إلى لبنان (رويترز) - أفغانستان: 35 قتيلاً و25 جريحاً في هجوم انتحاري-(سي إن إن) - المكوك أتلانتس يستعد للعودة إلى الأرض-(سي إن إن) |     |       |      |      |
| 18 فبراير 2008 (الإثنين) | عدل | تاريخ | راقب | تصفح |

| 18 فبراير 2008 (الإثنين) | عدل | تاريخ | راقب | تصفح |

| \| 19 فبراير 2008 (الثلاثاء) \| عدل \| تاريخ \| راقب \| تصفح \| |     |       |      |      |
| - الرسوم المسيئة تنقلب اتهاما لمسلمي الدانمارك ودعوات لترحيلهم (الجزيرة) - سلام فياض يستبق لقاء عباس-أولمرت بالدعوة لتسريع المفاوضات بين الجانبين الفلسطيني والإسرائيلي (الجزيرة) - كاسترو يتنحى عن رئاسة كوبا بعد نحو نصف قرن من توليه المنصب (العربية) - المعارضة تتقدم والإسلاميون يواجهون هزيمة في الانتخابات بباكستان (العربية) - مجلس الأمن يرفض إلغاء استقلال كوسوفو وبلغراد لا تعترف بانفصاله (العربية) - بوش: علاقات دبلوماسية كاملة مع كوسوفو قريباً (بي بي سي) - هوليوود والحرب على الإرهاب سينمائيا (بي بي سي) |     |       |      |      |
| 19 فبراير 2008 (الثلاثاء) | عدل | تاريخ | راقب | تصفح |

| 19 فبراير 2008 (الثلاثاء) | عدل | تاريخ | راقب | تصفح |

| \| 20 فبراير 2008 (الأربعاء) \| عدل \| تاريخ \| راقب \| تصفح \| |     |       |      |      |
| - سولانا يتعهد بنشر قوات بكل كوسوفو وسط تصعيد صربي والناتو أغلق معبرين حدوديين بين الإقليم وصربيا (الجزيرة) - أحزاب باكستانية معارضة تبحث تشكيل ائتلاف بعيدا عن مشرف وذلك بعد فوزها في الانتخابات (الجزيرة) - السنيورة يحذر من تداعيات غياب رئيس للبنان عن القمة العربية (الجزيرة) - أوباما يواصل أنتصاراته على كلينتون بعد فوزه بانتخابات ويسكونسن وماكين يحث الخطى نحو الفوز بترشيح الجمهوريين (العربية) - السفير الأمريكي في بغداد يحذر من الأنسحاب المبكر من العراق (بي بي سي) - بوش يحث العالم على إنهاء أزمة دارفور (بي بي سي) - أسعار النفط تكسر حاجز المائة دولار في بورصة نيويورك (بي بي سي) - مقتدى الصدر يلوح باعادة تفعيل جيش المهدي (بي بي سي) |     |       |      |      |
| 20 فبراير 2008 (الأربعاء) | عدل | تاريخ | راقب | تصفح |

| 20 فبراير 2008 (الأربعاء) | عدل | تاريخ | راقب | تصفح |

| \| 21 فبراير 2008 (الخميس) \| عدل \| تاريخ \| راقب \| تصفح \| |     |       |      |      |
| - العراق: مقتل 2 وإصابة 8 واعتقال 20 بهجمات الخميس-(سي إن إن) - إطلاق 60 صاروخاً و50 قذيفة على إسرائيل خلال أسبوع-(سي إن إن) - زلزال بقوة 6 درجات يضرب 4 ولايات في غرب أمريكا-(سي إن إن) - عباس: نرفض الحلول الجزئية والحدود المؤقتة للدولة الفلسطينية (العربية) - زيباري: أحمدي نجاد سيكون بحماية العراقيين دون تدخل جهات أجنبية (العربية) - السعودية تأمل في أن تتجاوب إسرائيل مع مبادرات السلام (بي بي سي) - تظاهرة في بلجراد استنكارا لاستقلال كوسوفو (بي بي سي) - لاجئين من دارفور يفشلون في دخول تشاد بسبب القتال (بي بي سي) - تهديد بتفجير السفارة الكويتية في بيروت (بي بي سي) - المغرب يتهم خلية مفككة بالتخطيط لاغتيالات وتخريب (الجزيرة) - المعارضة الباكستانية تشرع بالتفاوض لتشكيل حكومة ائتلافية (الجزيرة) |     |       |      |      |
| 21 فبراير 2008 (الخميس) | عدل | تاريخ | راقب | تصفح |

| 21 فبراير 2008 (الخميس) | عدل | تاريخ | راقب | تصفح |

| \| 22 فبراير 2008 (الجمعة) \| عدل \| تاريخ \| راقب \| تصفح \| |     |       |      |      |
| - عملية عسكرية تركية في شمال العراق (بي بي سي) - واشنطن تجلي موظفين من سفارتها في صربيا (بي بي سي) - محامون يتهمون الجنود البريطانيين بإعدام وتعذيب المواطنين العراقيين-(سي إن إن) - أمريكا تنفي "العنصرية" ضد المسلمين بالحرب على الإرهاب-(سي إن إن) - مقتدى الصدر يمدد قرار تجميد عمليات جيش المهدي وسط ترحيب أمريكي-(سي إن إن) |     |       |      |      |
| 22 فبراير 2008 (الجمعة) | عدل | تاريخ | راقب | تصفح |

| 22 فبراير 2008 (الجمعة) | عدل | تاريخ | راقب | تصفح |

| \| 23 فبراير 2008 (السبت) \| عدل \| تاريخ \| راقب \| تصفح \| |     |       |      |      |
| - المنطقة الخضراء ببغداد تتعرض لهجوم صاروخي (بي بي سي) - بغداد تحذر أنقرة من التوغل العسكري بكردستان (بي بي سي) - بوتين: أعتراف الغرب بكوسوفو سيرتد عليهم ليقرع روؤسهم (بي بي سي) |     |       |      |      |
| 23 فبراير 2008 (السبت) | عدل | تاريخ | راقب | تصفح |

| 23 فبراير 2008 (السبت) | عدل | تاريخ | راقب | تصفح |

| \| 24 فبراير 2008 (الأحد) \| عدل \| تاريخ \| راقب \| تصفح \| |     |       |      |      |
| - جيتس: الهجوم التركي لن يحل مشكلة حزب العمال الكردستاني (رويترز) - متمردون أكراد يقولون انهم أسقطوا طائرة هليكوبتر تركية (رويترز) - اليمن يقول انه أحبط محاولة لتفجير خط أنابيب نفطي (رويترز) - حماس: المباحثات مع مصر بشأن المعبر لم تحقق تقدماً (بي بي سي) - العراق: مقتل العشرات في هجمات على قوافل الحجاج الشيعة (العربية) - مطلوب للـFBI يظهر بمحكمة يمنية ويغادرها وسط حراسه (العربية) - تركيا تعترف بسقوط مروحية وارتفاع عدد القتلى (الجزيرة) |     |       |      |      |
| 24 فبراير 2008 (الأحد) | عدل | تاريخ | راقب | تصفح |

| 24 فبراير 2008 (الأحد) | عدل | تاريخ | راقب | تصفح |

| \| 26 فبراير 2008 (الثلاثاء) \| عدل \| تاريخ \| راقب \| تصفح \|                                                             |     |       |      |      |
| - بغداد تدين وترفض التوغل التركي، واستمرار المعارك (بي بي سي) - ارتفاع اصابات انفلونزا الطيور في مصر إلى 44 حالة (بي بي سي) |     |       |      |      |
| 26 فبراير 2008 (الثلاثاء)                                                                                                   | عدل | تاريخ | راقب | تصفح |

| 26 فبراير 2008 (الثلاثاء) | عدل | تاريخ | راقب | تصفح |

| \| 27 فبراير 2008 (الأربعاء) \| عدل \| تاريخ \| راقب \| تصفح \| |     |       |      |      |
| - تقرير للأمم المتحدة: وضع غزة يمثل ثالث أكبر مشكلة إنسانية بالعالم (العربية) - مبارك يعتبر دمشق طرفا في مشكلة لبنان ويدعوها لحلها لإنجاح القمة (العربية) - جنبلاط يرى أن أزمة لبنان ستستمر وقتاً طويلاً جداً ويستبعد الحرب (العربية) - مقتل 6 فلسطينيين في غارات إسرائيلية على غزة (بي بي سي) - هزة أرضية بقوة 5,3 تضرب إنجلترا (بي بي سي) - البوسنة: محتجون صرب يحاولون مهاجمة القنصلية الأمريكية-(سي إن إن) |     |       |      |      |
| 27 فبراير 2008 (الأربعاء) | عدل | تاريخ | راقب | تصفح |

| 27 فبراير 2008 (الأربعاء) | عدل | تاريخ | راقب | تصفح |

| \| 28 فبراير 2008 (الخميس) \| عدل \| تاريخ \| راقب \| تصفح \| |     |       |      |      |
| - غضب على الرسوم المسيئة وبرلين على خطى كوبنهاغن (الجزيرة) - 15 قتيل بينهم رضيع بغزة وبان يدين استهداف المدنيين (الجزيرة) - محمود عباس يتهم حماس باستقدام تنظيم القاعدة إلى غزة (العربية) - رئيس المخابرات العراقية يتهم إيران بالتخطيط لإجهاض الصحوة (العربية) - الرياض تنفي علمها بمؤامرة لاغتيال الملك عبد الله أثناء زيارته للندن ومسؤول بالشرطة البريطانية اتهم منشقين سعوديين بتدبيرها (العربية) - الظواهري يتوعد بالثأر لمقتل أبو ليث الليببي في تسجيل مصور-(سي إن إن) - مقتل 77 كردياً وغيتس يدعو لسرعة إنهاء التوغل التركي-(سي إن إن) |     |       |      |      |
| 28 فبراير 2008 (الخميس) | عدل | تاريخ | راقب | تصفح |

| 28 فبراير 2008 (الخميس) | عدل | تاريخ | راقب | تصفح |

| \| 29 فبراير 2008 (الجمعة) \| عدل \| تاريخ \| راقب \| تصفح \| |     |       |      |      |
| - أمريكا ترسل مدمرة إلى سواحل لبنان لقلقها من سلوك سوريا (العربية) - أرملة عماد مغنية تتهم سوريا بالضلوع في اغتياله وحزب الله لا يعلق (العربية) - وزير إسرائيلي يهدد الفلسطينيين بأنهم سيتعرضون للشي (رويترز) - مجلس الرئاسة العراقي يوافق على إعدام علي الكيماوي (رويترز) - تركيا تبدأ سحب قواتها من شمال العراق (الجزيرة) - موسى يزور دمشق للتحضير للقمة العربية (الجزيرة) |     |       |      |      |
| 29 فبراير 2008 (الجمعة) | عدل | تاريخ | راقب | تصفح |

| 29 فبراير 2008 (الجمعة) | عدل | تاريخ | راقب | تصفح |